# Pelsőczy Márton
Pelsőczy Márton (17. század – 1710) ágostai evangélikus lelkész.

## Élete
Rozsnyói származású; 1693. szeptember 28-án iratkozott be a wittenbergi egyetemre. 1703-tól 1705-ig szülőhelyén volt magyar lelkész, azután Sárosban.

## Munkái
- Epicharma Voticum Qvod Viro Generoso Nobilissimo atq. Amplissimo Dn. Andreae Ielenik Patrono Suo Omni Cultu Devenerando Nominalem suum feliciter celebraturo gratulabundus Devotione pietateq. submississima offert Anno 1693. D. 26. Septembris ... Witenbergae, 1693. (Görög és latin költemény).
- De Nive Dissertatio Prima, Qvam, D. O. M. Clementer Annuente, Indultu Amplissimi Ordinis Philosophici, In Illustri ad Albim Academia, Publice Defendent Praeses, M. Jo. Andreas Planerus ... Respondens ... 1695. Uo.